# Josef Koch (Philosophiehistoriker)
Josef Koch, geboren als Joseph Karl Koch (* 2. Mai 1885 in Münstereifel; † 10. März 1967 in Köln), war ein deutscher Philosophiehistoriker und katholischer Theologe.

## Leben
Koch war der Sohn eines Gymnasialprofessors und studierte ab 1903 Theologie, Philosophie und klassische Philologie an der Albert-Ludwigs-Universität Freiburg, der Universität Straßburg und der Universität Bonn, an der er 1915 bei Adolf Dyroff promoviert wurde (Dr. phil.). 1908 wurde er zum Priester geweiht. Außerdem wurde er 1925 bei Bernhard Poschmann an der Universität Breslau in katholischer Theologie promoviert und habilitierte sich dort im gleichen Jahr in systematischer Theologie.
1933 wurde er außerordentlicher Professor (und persönlicher Ordinarius) für Fundamentaltheologie und Philosophisch-Theologische Propädeutik an der Universität Breslau.

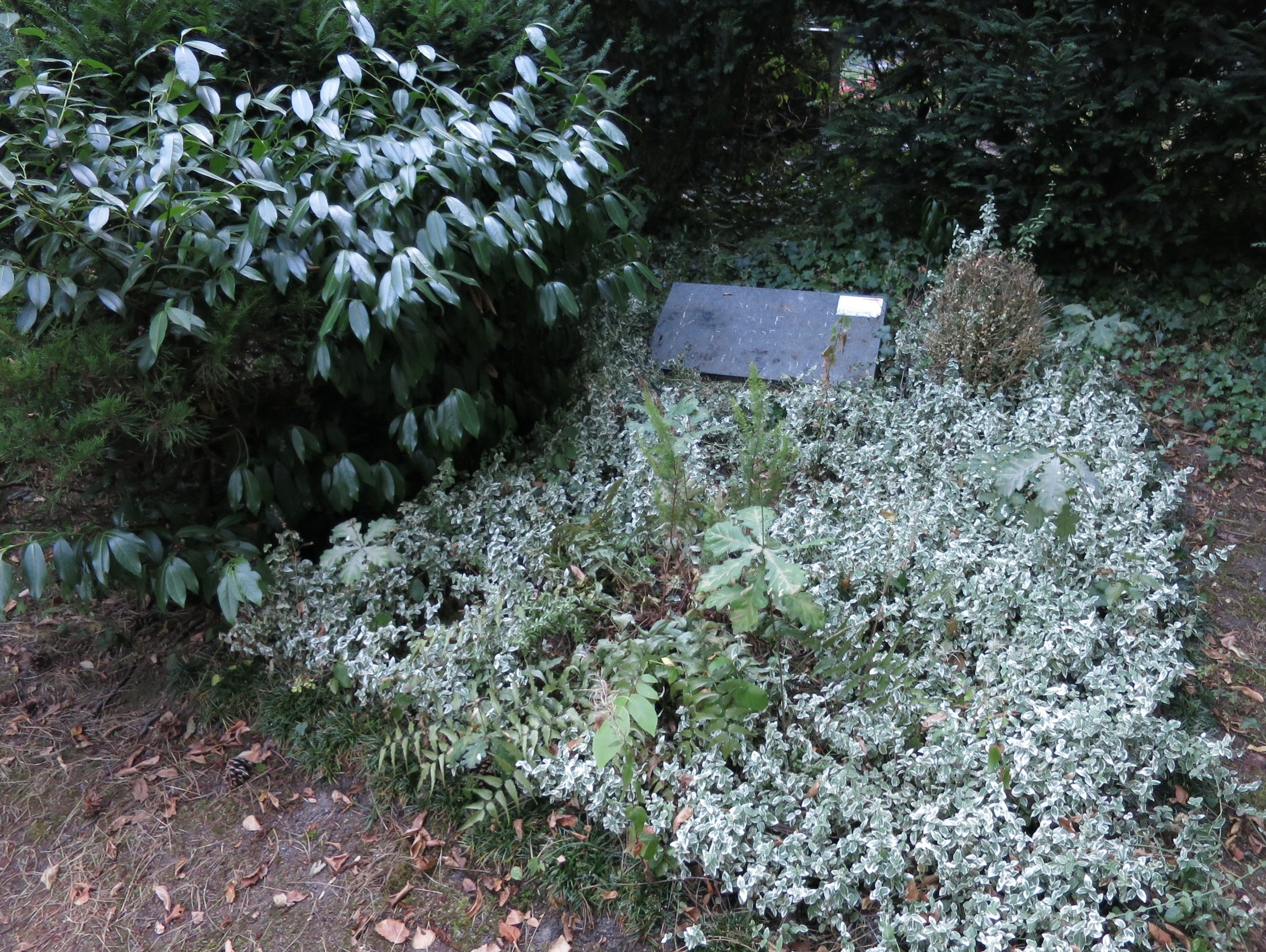
Grab von Josef Koch (mit Hinweis, dass die Grabstelle abgeräumt werden soll), Juli 2018

1945 musste er aus Breslau fliehen, wobei er seine gesamte Bibliothek und seine wissenschaftlichen Unterlagen verlor. Er war nach dem Krieg Gastprofessor in Bonn (einen Ruf nach Toronto lehnte er ab) und ab 1947 Professor für scholastische und Religionsphilosophie in Göttingen.
1948 wechselte er auf ein neu geschaffenes Ordinariat für mittelalterliche Philosophie an der Universität zu Köln. Dort wollte man angesichts der Rolle Kölns in der scholastischen Philosophie einen Schwerpunkt in mittelalterlicher Philosophie setzen, heute weitergeführt im Thomas-Institut der Universität.
1956 wurde er emeritiert. Er starb 1967 im Alter von 81 Jahren in einem Kölner Krankenhaus. Seine Grabstätte befindet sich auf dem Friedhof Melaten (Flur 36 Nr. 171/172).

## Werk
Koch untersuchte theologisch-philosophische Debatten (und daraus entstandene Irrtumslisten) von Ende des 13. Jahrhunderts bis Mitte des 14. Jahrhunderts (eine geplante zusammenfassende Publikation kam wegen des Verlusts seiner Manuskripte im Zweiten Weltkrieg nicht zustande) und in diesem Zusammenhang den Einfluss aristotelischer, platonischer, neuplatonischer, arabischer und jüdischer philosophischer Strömungen auf die scholastische Philosophie. Später befasste er sich besonders mit Durandus von St. Pourçain, Nikolaus von Kues und Meister Eckhart.
Er leitete seit 1934 die Herausgabe der lateinischen Werke von Meister Eckhart und arbeitete an der Cusanus-Ausgabe der Heidelberger Akademie der Wissenschaften mit. Eine kritische Ausgabe von De coniecturis (Über die Mutmaßungen) von Nikolaus von Kues konnte erst postum erscheinen (herausgegeben von seinem Schüler Karl Bormann).
Er gründete die alle zwei Jahre stattfindenden Kölner Mediaevistentagungen (veröffentlicht in Miscellanea Mediaevalia).

## Mitgliedschaften und Ehrungen
Koch war seit 1947 Mitglied der Heidelberger Akademie der Wissenschaften und seit 1948 korrespondierendes Mitglied der Bayerischen Akademie der Wissenschaften und Mitglied der Société Philosophique in Löwen. Er erhielt das Große Bundesverdienstkreuz und war päpstlicher Ehrenprälat.

## Veröffentlichungen (Auswahl)
- Karl Bormann (Hrsg.): Kleine Schriften. 2 Bände (= Storia e letteratura. Raccolta di studi e testi. Band 127). Rom 1973.
- Durandus de S. Porciano O. P., Forschungen zum Streit um Thomas von Aquin zu Beginn des 14. Jahrhunderts. 1927.
- Platonismus im Mittelalter (= Kölner Universitätsreden. Band 4). 1948.
- Die Thomistenschule am Ende des 13. und zu Beginn des 14. Jahrhunderts. In: B. Geyer: Die patristische und scholastische Philosophie. 1928; Neudruck 1964, S. 528–551.
- Giles of Rome, Errores philosophorum, Critical text with Notes and Introduction. Englische Übers. von J. O. Kiedl. 1944.
- Nikolaus von Cues und seine Umwelt. In: Sitzungsberichte Heidelberger Akad. Wiss., Phil.-Hist. Klasse. 1948.
- Nicolai de Cusa Opera Omnia, III: De coniecturis. Herausgeber J. Koch und C. Bormann. Verlag J. G. Senger, 1972.
- Nikolaus v. Kues. In: Theodor Heuss (Hrsg.): Die Großen Deutschen I. 1956, S. 275–287.
- als Hrsg.: Humanismus, Mystik und Kunst in der Welt des Mittelalters (= Studien und Texte zur Geistesgeschichte des Mittelalters. Band 3). Leiden/Köln 1973.
- als Hrsg.: Artes liberales. Von der antiken Bildung zur Wissenschaft des Mittelalters (= Studien und Texte zur Geistesgeschichte des Mittelalters. Band 5). E. J. Brill, Leiden/Köln 1959; Neuauflage ebenda 1976.
- als Hrsg. mit Herbert Wackerzapp: Der Einfluss Meister Eckharts auf die ersten philosophischen Schriften des Nikolaus von Kues: (1440–1450) (= Beiträge zur Geschichte der Philosophie und Theologie des Mittelalters. Band 39, 3). Münster 1962.
- Der deutsche Kardinal in deutschen Landen. Die Legationsreise des Nikolaus von Kues (1451/52) (= Kleine Schriften der Cusanus Gesellschaft. Band 5). Trier 1964.
- Die Ars coniecturalis des Nikolaus von Kues (= Arbeitsgemeinschaft für Forschung des Landes Nordrhein-Westfalen. Geisteswissenschaften. Band 16). Köln 1956.